# Рудін (фільм)
«Рудін» (рос. «Рудин») — радянський художній фільм 1977 року за мотивами  однойменного роману  І. С. Тургенєва.

## Сюжет
У будинку поміщиці Дар'ї Ласунської з'являється Дмитро Рудін. Ласунська проводить у себе сільський салон — зустрічі та бесіди на піднесені теми між місцевими освіченими людьми. Ерудований і красномовний, який отримав європейську освіту, Рудін одразу опиняється в центрі уваги. Між ним і дочкою поміщиці Наталією Ласунською виникають почуття. Рудін, що підтримує будь-яку розмову, вишукано і логічно міркує, проте, не здатний до рішучих дій. Він не може завоювати серце дівчини, вважаючи за краще залишитися в стороні, і залишає маєток.
Ласунська виходить заміж за іншого. Рудін, після довгих поневірянь по Росії і Європі, закінчує своє життя, убитий кулею на французьких барикадах у 1848 році.

## У ролях
- Олег Єфремов —  Дмитро Миколайович Рудін
- Армен Джигарханян —  Михайло Михайлович Лежнєв
- Світлана Переладова —  Наталя Олексіївна Ласунська
- Лідія Смирнова —  Дар'я Михайлівна Ласунська
- Ролан Биков —  Африкан Семенович Пігасов
- Олег Відов —  Сергій Павлович Волинцев, відставний штабс-ротмістр, брат Олександри Липиної
- Жанна Болотова —  Олександра Павлівна Липина
- Володимир Соколов —  Басистов
- Володимир Коренєв —  Костянтин Діомідич Пандалевський
- Людмила Шагалова —  m-lle Бонкур
- Сергій Харченко —  керуючий

## Знімальна група
- Автори сценарію:  Микола Фігуровський,  Костянтин Воїнов
- Режисер:  Костянтин Воїнов
- Оператори — Михайло Агранович, Володимир Захарчук
- Композитор — Андрій Ешпай
- Художник — Володимир Філіппов